# Bernhard Howaldt

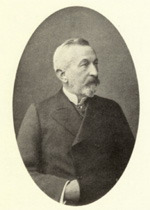
Bernhard Howaldt (1850–1908)

Bernhard Howaldt (* 11. September 1850 in Kiel; † 7. März 1908 ebenda) war ein deutscher Unternehmer in den Bereichen des Maschinen-, Schiff- und Anlagenbaus und förderte maßgeblich die Industrialisierung der Stadt Kiel.

## Leben
Nach Besuch der Kieler Gelehrtenschule, einer Lehre in der Maschinenbauanstalt Schweffel & Howaldt seines Vaters August Howaldt und Volontariat in Großbritannien studierte er von 1872 bis 1875 Maschinenbau an der Technischen Hochschule Karlsruhe. Er war Mitglied im Corps Bavaria Karlsruhe.
Von Ende 1875 bis zum Jahr 1889 war er der Leiter der Maschinenbauanstalt Schweffel & Howaldt, die 1880 vom Vater auf ihn und seine Brüder Georg und Hermann überging und unter Firma Gebrüder Howaldt fortgeführt wurde. Mit der Konstituierung des Schleswig-Holsteinischen Bezirksvereins des Vereins Deutscher Ingenieure (VDI) im Jahr 1880 trat er diesem und dem Gesamtverein bei.
1889 wurde Gebrüder Howaldt mit der Kieler Schiffswerft seines Bruders Georg zur Howaldtswerke AG vereinigt – der heutigen Howaldtswerke-Deutsche Werft AG (HDW). Das Flottenbauprogramm der Kaiserlichen Marine war eine der entscheidenden Voraussetzungen für die weitere Entwicklung des Unternehmens und der Stadt Kiel, der erste U-Boot-Bau des Brandtauchers nach den Plänen von Wilhelm Bauer durch Schweffel & Howaldt prägt Kiel heute noch als Schiffbaustandort. Seit 2005 ist HDW ein Unternehmen der ThyssenKrupp Marine Systems.
In Kiel-Diedrichsdorf ist an der Mündung der Schwentine von der früheren Werft heute nur noch die 1884 durch den bekanntesten Kieler Architekten seiner Zeit, Heinrich Moldenschardt, errichtete Alte Metallgießerei verblieben, die zum Industriemuseum ausgebaut wurde. Nach seinem Ausscheiden aus der Howaldtswerke AG erbaute Bernhard Howaldt gemeinsam mit seinem Sohn Bernhard junior ab 1903 auf seinem Besitz Rastorfer Mühle im Schwentinental zwei Wasserkraftwerke, die noch heute von den Stadtwerken Kiel betrieben werden. Zu diesem Zwecke wurde die Schwentine von ihnen nach langen Verhandlungen mit dem Grundeigentümer Christian zu Rantzau zum Rosensee weiter aufgestaut und es entstand ein heute äußerst wertvolles Naherholungsgebiet.
Bernhard Howaldt starb am 7. März 1908 vor Fertigstellung des Elektrizitätswerks II an der Schwentine im Jahr 1909. Er war seit 1876 verheiratet mit Alwine Bammel und hinterließ sieben Kinder, darunter Kurt Howaldt.